# Edgardo Franzosini
Edgardo Franzosini (Rovagnate, provincia de Lecco, 14 de agosto de 1952) es un escritor y traductor italiano. 

## Biografía
En 1989 publicó Il mangiatore di carta (Milano:SugarCo). Protagonistas de esta novela son el novelista francés Honoré de Balzac y Ernst Johann von Biron (o Biren) que fue duque de Curlandia y regente de Rusia pero también un devorador de papel que no podía resistir sus impulsos ni ante los documentos más secretos. 
En 1995 publicó Raymond Isidore e la sua cattedrale (Milano:Adelphi) que recibió el premio Inedito-Maria Bellonci, y el premio Procida-Elsa Morante (durante un viaje a Chartres tras la pista de una novela inédita de Marcel Schwob, el narrador descubre la otra catedral de esta ciudad: una construcción que el fundidor y guardián de cementerios Raymond Isidore levantó en honor de Nuestra Señora, por haberle hecho recobrar la vista; Picassiette (de Picasso y assiette plato), que es como sus conciudadanos llamaban a este personaje, recogía en efecto incansablemente en los vertederos trozos de platos, vasos y tazas de colores para recubrir su insólita casa situada en una parcela de las afueras. Allí la Maison Picassiette sigue hoy sorprendiendo a quienes las visitan). 
En 1989 publicó Bela Lugosi (Milano:Adelphi) que recibió el premio Filmcritica-Umberto Barbaro, más que una tópica biografía una composición de fragmentos biográficos y de originales riflexiones sobre la época, la peripecia humana y el cine de Bela Lugosi el actor que murió pronunciando estas palabras: << Yo soy el conde Dracula, soy el rey de los Vampiros, soy inmortal >>.
Vive en Milán.

## Obras

### Novelas
- Il mangiatore di carta (Milano:SugarCo) 1989
- Raymond Isidore e la sua cattedrale (Milano:Adelphi) 1995
- Bela Lugosi (Milano:Adelphi) 1998
- Sotto il nome del Cardinale (Milano:Adelphi) 2013
- Sul Monte Verità (Milano:Il Saggiatore) 2014
- Questa vita tuttavia mi pesa molto (Milano:Adelphi) 2015
- Il mangiatore di carta Nueva Edición (Palermo:Sellerio) 2017
- Rimbaud e la vedova (Milano:Skira) 2018

### Libros traducidos en España
- Raymond Isidore y su catedral, trad. de Valeria Bergalli, Barcelona:Editorial Minúscula)
- Bela Lugosi ( con el seudónimo de Edgar Lander) trad. de Joaquim Jordà, Barcelona:Editorial Anagrama)

### Traducciones
- Novalis I discepoli di Sais (Milano:Tranchida) 1985 con el seudónimo de Edgar Lander
- Joseph Périgot Il rumore del fiume (Milano:Mondadori) 1994
- Georges Simenon La vedova Couderc (Milano:Adelphi) 1993